# Yang Seung-kook
Yang Seung-kook est un footballeur puis entraîneur nord-coréen, né le 19 août 1944 à Pyongyang. Il participe notamment à l'aventure des Chollimas en Coupe du monde 1966, atteignant les quarts de finale, puis, en tant que sélectionneur, dirige l'équipe nationale lors de la Coupe d'Asie des nations 1980.

## Biographie
Yang Seung-kook naît en 1944 à Pyongyang et porte les couleurs d'un seul club durant toute sa carrière de joueur, celles de Kigwancha SC, où il joue au poste d'attaquant.
En 1966, il fait partie du groupe de 23 joueurs convoqués par Myung Rye-hyun pour participer à la phase finale de la Coupe du monde 1966, qui a lieu en Angleterre. Yang va disputer les quatre matchs joués par sa sélection, trois lors du premier tour puis le quart de finale face au Portugal. Il va même inscrire le but du 3-0 face aux coéquipiers de Eusebio, avant que ceux-ci n'entrent dans le match et ne l'emportent sur le score final de 5 à 3.
En 1980, il est choisi par la fédération pour diriger l'équipe nationale, qui vient d'obtenir sa qualification pour la phase finale de la Coupe d'Asie des nations, organisée au Koweït. Après avoir passé le premier tour, à la deuxième place derrière les tenants du titre iraniens, les Chollimas vont s'incliner deux buts à un face à leurs voisins sud-coréens en demi-finale, après avoir mené jusqu'à dix minutes de la fin du match. C'est le dernier match de Yang à la tête de l'équipe nationale puisqu'il est remplacé par un autre membre du groupe quart-finaliste de 1966, Han Bong-zin.